# ثبات پردازنده
ثبّات پردازنده یا رجیستر پردازنده (به انگلیسی: processor register) یا ثبات‌های حافظه پردازنده یک کامپیوتر برای ذخیره و انتقال داده‌ها و دستورالعمل‌ها با سرعت بسیار بالا مورد استفاده قرار می‌گیرد. واحد پردازش مرکزی رایانه یکی از مهم‌ترین و پیچیده‌ترین اجزاء یک رایانه محسوب می‌شود و یک سخت افزار  یک بعدی نیست. از این رو حافظه ثبات در پردازنده دارای انواع مختلفی است که هر کدام به نوبه خود در امر هندل و پردازش کردن دستورالعمل‌ها برای CPU بسیار مهم و اجتناب ناپذیر است. ثبات‌ها معمولاً شامل مقدار اندکی حافظه‌ی سریع هستند، اگرچه بعضی از ثبات‌ها عملیات سخت‌افزاری خاصی دارند، و می‌توانند فقط‌خواندنی یا فقط‌نوشتنی باشند. معمولاً در معماری رایانه، ثبات‌ها توسط سازوکار متفاوتی از حافظه اصلی آدرس‌دهی می‌شوند، اما بعضی مواقع به آن‌ها یک آدرس حافظه منتسب می‌شود، مثلاً در معماری‌های DEC PDP-10 یا ICT 1900.
ثبات‌ها از یک دیدگاه به دو دسته کلی تقسیم می‌شوند:
1. ثبات‌های نشانی پذیر (آدرس‌پذیر):
درجینه‌هایی هستند که توسط برنامه‌نویس قابل دسترسی هستند.
2. ثبات‌های آدرس ناپذیر (غیر آدرس پذیر):
ثبات‌هایی هستند که توسط کاربر دسترس پذیر نبوده و توسط سخت‌افزار مدیریت می‌شوند.

تعریف دیگر درجینه:
حافظه‌های سریعی به نام درجینه در پردازنده وجود دارند که مستقیماً با واحد CU و ALUمتصل هستند و برای نگهداری داده و کنترل اجرای برنامه بکار می‌روند.
نکته: ثبات‌ها مجموعه ای از فلیپ فلاپ‌ها هستند که به یک کلاک(Clock) متصل هستند. در واقع یک ثبات هشت بیتی، نتیجهٔ کنار هم قرار گرفتن هشت فلیپ فلاپ است که همهٔ آن‌ها به یک کلاک متصل هستند.